# Desa Watukebo (administrativ by i Indonesien, lat -8,33, long 114,33)
Desa Watukebo är en administrativ by i Indonesien.   Den ligger i provinsen Jawa Timur, i den sydvästra delen av landet, 900 km öster om huvudstaden Jakarta.